# Jaskinia Wielka Śnieżna
Jaskinia Wielka Śnieżna ("cueva de nevada grande") es una cueva de piedra caliza en el monte de Małołączniak en los Tatras Occidentales. Con una longitud de 23,619 kilómetros y un alcance vertical de 824 m, es la cueva más grande y profunda de Polonia.
Wielka Śnieżna tiene cinco entradas:
- Jaskinia Śnieżna ("cueva de nieve") - 1701 m - descubierta en 1959
- Jaskinia nad Kotlinami ("cueva a través de los hervidores de agua") - 1875 m - descubierta en 1966, conectada a Śnieżna en 1968
- Jasny Awen ("luz Aven") - 1852 m - explorada por primera vez en 1959, conectada a Wielka Śnieżna en 1978
- Jaskinia Wielka Litworowa ("cueva angelica grande") - 1906 m - conectada a Wielka Śnieżna en 1995
- Jaskinia Wilcza ("Cueva del Lobo") - 1672 m - descubierta en 1996, conectada a Wielka Śnieżna en 1999

Están conectadas por un complicado sistema de ejes y pasajes. Varias de ellas contienen cascadas, piscinas, o sifones. La cueva es drenada por un manantial kárstico conocido como Lodowe Źródło ("primavera helada").